# Germán Silva

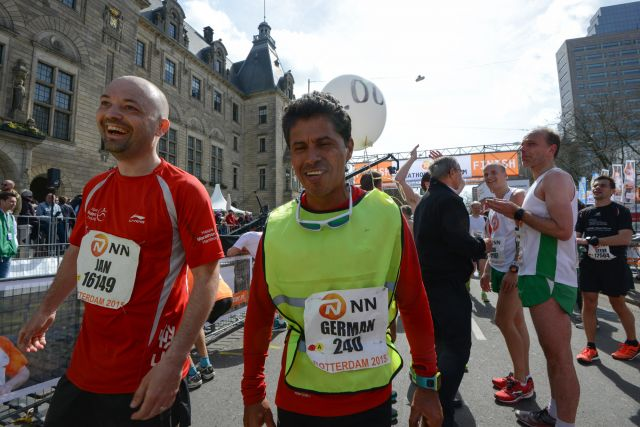
Rotterdam Marathon 2015

Germán Silva (Germán Silva Martínez; * 9. Januar 1968 in Zacatlán, Puebla) ist ein ehemaliger mexikanischer Langstreckenläufer, der vor allem im Marathonlauf erfolgreich war.

## Leben
Silva begann seine Karriere als Hindernisläufer. Im 3000-Meter-Hindernislauf siegte er 1990 bei den Zentralamerika- und Karibikspielen und belegte 1991 bei den Panamerikanischen Spielen in Havanna den sechsten Platz. Danach wechselte er zum 10.000-Meter-Lauf. Bei den Olympischen Spielen 1992 in Barcelona wurde er über diese Distanz Sechster, bei den Leichtathletik-Weltmeisterschaften 1993 in Stuttgart Neunter.
Ab 1994 konzentrierte Silva sich zunehmend auf Straßenläufe. Zunächst belegte er im April beim London-Marathon den dritten Platz. Im September gewann er bei den Halbmarathon-Weltmeisterschaften in Oslo in persönlicher Bestzeit von 1:00:28 h die Silbermedaille mit nur einer Sekunde Rückstand auf den Sieger Khalid Skah. Beim New-York-City-Marathon im November siegte Silva zum Abschluss der Saison in 2:11:21 h. Dabei wurde er deutlich in Führung liegend gut einen Kilometer vor dem Ziel fehlgeleitet. Als er auf die richtige Strecke zurückkehrte, hatte sein Freund und Trainingspartner Benjamín Paredes mittlerweile knapp die Spitze übernommen. Silva konnte ihn jedoch noch einholen und um zwei Sekunden schlagen.
1995 kehrte Silva für die Leichtathletik-Weltmeisterschaften in Göteborg noch einmal auf die Bahn zurück. Im 10.000-Meter-Lauf belegte er jedoch nur den dreizehnten Rang. Dafür gelang ihm beim New-York-City-Marathon mit einer Zeit von 2:11:00 h die Titelverteidigung. Bei den Olympischen Spielen 1996 in Atlanta wurde er im Marathon mit 2:14:29 h Sechster. Weitere vordere Platzierungen erzielte er danach noch in New York City (1997: Platz 5) und beim Boston-Marathon (1997: Platz 4; 1998: Platz 6).
Germán Silva ist 1,60 m groß, wog zu Wettkampfzeiten 52 kg und wurde von Rodolfo Gómez betreut. Nach Ende seiner Karriere als Marathonläufer begann er als Trainer zu arbeiten.

## Bestleistungen
- 5000 m: 13:26,11 min, 10. Juli 1993, Oslo
- 10.000 m: 27:46,52 min, 15. Juni 1992, Montreal
- Halbmarathon: 1:00:28 h, 24. September 1994, Oslo
- Marathon: 2:08:56 h, 20. April 1998, Boston
- 3000 m Hindernis: 8:33,52 min, 29. Juni 1989, Posen